# Nino Burjanadze
Nino Burjanadze (gruzijski: ნინო ბურჯანაძე, Kutaisi, 16. srpnja 1964.) je gruzijska političarka i pravnica koja je služila kao predsjednica Parlamenta Gruzije od studenoga 2001. do lipnja 2008.
Kao prva žena služila je kao vršiteljica dužnosti šefa države Gruzije dva puta; prvi put od 23. studenoga 2003. do 25. siječnja 2004. godine nakon ostavke Eduarda Ševardnadzea tijekom Revolucije ruža, te od 25. studenog 2007. do 20. siječnja 2008. godine, kada je Mihail Saakašvili odstupio s dužnosti, kako bi se ponovno kandidirao na prijevremenim predsjedničkim izborima.
Povukla se u opoziciju 2008. kao liderica stranke "Demokratski pokret- Ujedinjena Gruzija". U listopadu 2013. kandidirala se za predsjednicu. Završila je 3.  s 10 posto glasova.